# Koothuparamba
Koothuparamba è una suddivisione dell'India, classificata come municipality, di 29.532 abitanti, situata nel distretto di Kannur, nello stato federato del Kerala. In base al numero di abitanti la città rientra nella classe III (da 20.000 a 49.999 persone).

## Geografia fisica
La città è situata a 11° 50' 05 N e 75° 34' 12 E.

## Società

### Evoluzione demografica
Al censimento del 2001 la popolazione di Koothuparamba assommava a 29.532 persone, delle quali 13.898 maschi e 15.634 femmine. I bambini di età inferiore o uguale ai sei anni assommavano a 3.095, dei quali 1.576 maschi e 1.519 femmine. Infine, coloro che erano in grado di saper almeno leggere e scrivere erano 25.310, dei quali 12.121 maschi e 13.189 femmine.